# NGC 591
NGC 591 est une galaxie lenticulaire située dans la constellation d'Andromède. NGC 591 a été découverte par l'astronome américain Truman Safford en 1866.

## Caractéristiques
Sa vitesse par rapport au fond diffus cosmologique est de 42 779 ± 20 km/s, ce qui correspond à une distance de Hubble de 63,1 ± 4,4 Mpc (∼206 millions d'al).
NGC 591 présente une large raie HI et c'est une galaxie active de type Seyfert 1/2. NGC 591 est une galaxie dont le noyau brille dans le domaine de l'ultraviolet. Elle est inscrite dans le catalogue de Markarian sous la cote Mrk 1157 (MK 1157).

## Trou noir supermassif
Une étude  réalisée en 2007  auprès de 90 galaxies de type Seyfert 2 utilisant la dispersion des vitesses a permis d'estimer la masse des trous noirs supermassifs centraux de celles-ci. Pour NGC 591, la masse du trou noir est égale à 6,8 × 106 {\displaystyle M_{\odot }} (106,83).
Dans un article plublié en 2012, on mentionne que plusieurs études de la dispersion des vitesses dans la région centrale ont permis d'estimer sa masse à 1,10 × 107 {\displaystyle M_{\odot }} (107,04).

## Groupe de NGC 507
NGC 591 fait partie du groupe de NGC 507. Ce vaste groupe comprend au  moins 42  galaxies dont 21 figurent au catalogue NGC et 5 au catalogue IC. Quatre membres de ce groupe sont aussi des galaxies de Markarian. La plus brillante de ces galaxies est NGC 507 et la plus grosse NGC 536.